# Dominica Merola
 (juillet 2023).
Si vous disposez d'ouvrages ou d'articles de référence ou si vous connaissez des sites web de qualité traitant du thème abordé ici, merci de compléter l'article en donnant les références utiles à sa vérifiabilité et en les liant à la section « Notes et références ».
Dominica Merola est une chanteuse (auteure-compositrice-interprète) et pianiste québécoise née à Montréal, au Québec.

## Biographie

### Les débuts (2000 – 2005)
Dominica Merola, artiste québécoise d’origine italienne, débute dès l’âge de six ans lorsqu’elle développe pour le piano une véritable passion. Après des études musicales à l’École de musique Vincent-d'Indy dans des disciplines telles que le piano et le chant, elle décide de compléter sa formation artistique en interprétation-théâtre. Dominica est une fille d’artistes puisque son père Mario Merola est peintre-sculpteur et sa mère comédienne, et elle incarne très bien en chanson comme en musique l’amour et la passion méditerranéenne.
C’est en 2000 que sa carrière prend véritablement son envol avec la présentation de nombreux spectacles tant au Québec et aux États-Unis qu’en Europe. Son premier spectacle solo, « Une voix, un voyage… », présenté au Studio-Théâtre de la Place des Arts à Montréal est suivi d’une tournée dans les maisons de la Culture à Montréal et en région où elle remporte un vif succès. En 2001, Dominica Merola renoue avec ses origines italiennes dans un second spectacle solo intitulé « De Campobasso à toi » qui est mis en scène par Robert Marien. Elle participe à plusieurs événements importants, dont notamment « Les Rencontres Francophones de la chanson » à Salon de Provence (en France), « Coup de Cœur Francophone », le « Festival Francophone de Toronto », etc. La chanteuse profite de cette période pour publier à l’an 2001 un mini-album de quatre titres qui porte le nom du spectacle : « De Campobasso à toi ».
Sa rencontre avec le parolier Roger Tabra inaugure un troisième spectacle intitulé « Retrouvés » dans un  duo qualifié d’une rare intensité qui se démarque à la Bourse Rideau en 2003 et qui donne naissance à une tournée qui se prolonge avec « Secrets de créateur » en 2004. Pour cette dernière tournée, Dominica est accompagnée de Roger Tabra et des chanteurs Danny Boudreau et Robert Paquette. Elle participe alors aux Francofolies de Montréal ainsi qu’à la Francofête Dieppe-Moncton au Nouveau-Brunswick.

### Les signes du désir (2006 – 2008)
C’est finalement en 2006 que Dominica Merola lance son premier album complet, qui porte le titre de « Les signes du désir ». Le disque est réalisé par Vincenzo Thoma et la chanteuse signe elle-même la plupart des musiques de l’album, en collaboration avec les auteurs Roger Tabra, Pierre Huet, Frédérick Baron, Jean-Guy Prince et Vincenzo Thoma pour les paroles des chansons. À son émission « C’est bien meilleur le matin », la journaliste Catherine Perrin de la Société Radio-Canada dira de Dominica qu’elle a « une voix très chaude, une voix de velours qui a un petit côté intemporel » et que « le disque est un bel objet musicalement… ». L’album contient notamment les chansons « Les visages de l’amour », « Les mots tressés », « Les signes de la main », « Les gitans » et « Tous les pianos du monde ».
Entre 2006 et 2008, Dominica Merola part en tournée un peu partout. Elle participe à plusieurs Festivals italiens à Montréal et est invitée par Marco Calliari au Ritalfest, puis chante aux États-Unis (Maine (États-Unis), New Hampshire…), au Nouveau-Brunswick et un peu partout au Québec. De plus, elle dirige des ateliers d’écoute musicale à des membres de l’Union des Artistes. Elle est aussi membre d’un jury de concours de chant (CEGEP en spectacles et autres) et fait du coaching vocal pour les chanteurs de la relève.

### Appassionata (2008 – 2010)
En 2008, ayant en poche un contrat d’édition exclusif avec le Groupe Éditorial Musinfo (Jehan V. Valiquet), Dominica Merola travaille à l’enregistrement d’un nouvel album qui voit le jour à l’automne 2010. Réalisé par Luc Boivin, le fameux musicien percussionniste et directeur musical de l’émission « Belle et Bum », le CD, intitulé Appassionata, paraît sous l’étiquette Audience de Fidelio Musique et est distribué par Naxos. C’est d’ailleurs lors d’un enregistrement de cette émission musicale de Télé-Québec que Boivin remarque Dominica qui fait alors partie des artistes invités. Impressionné par la richesse, le timbre et la puissance de la voix de la chanteuse ainsi que par son intense présence, le réalisateur propose aussitôt de collaborer avec elle.
Guidée par Luc Boivin, Dominica Merola choisit de privilégier l’italien comme langue principale de son deuxième album. Appassionata se veut un amalgame chaud et coloré de chansons italiennes populaires et modernes (de Domenico Modugno, Franco Migliacci, Gian Pietro Felisatti, Gino Paoli…) et de versions italiennes de succès populaires francophones dont, entre autres, la chanson Il sole in un bignè (Les croissants de soleil) popularisée à l’époque par Ginette Reno, et La piccola Gioia (Le petit bonheur) du grand Félix Leclerc, deux titres adaptés en italien par Vincenzo Thoma. On retrouve aussi sur le disque plusieurs textes de la parolière Sandrine Roy en co-écriture avec Dominica elle-même dont la chanson Naufragés que la chanteuse interprète en duo avec le chanteur Daniel Lavoie ainsi que la chanson Bella mia qu’elle interprète avec Paulo Ramos. Encore une fois, l’artiste compose elle-même quelques musiques de ce nouvel opus. À l’automne 2010, elle participe aussi à l’album pour enfants Les Chats de Montréal en prêtant sa voix à la chanson Le Parc La Fontaine dans ce projet réalisé par le compositeur Gérard Beauchamp et l’illustrateur Denis Truchi.

### Les concerts «piano et voix» (2011 – 2013)
Depuis 2011, Dominica Merola fait une tournée en formule « piano et voix » et la qualité de sa performance séduit le public européen. Au Québec et aux États-Unis, son répertoire en français, en italien et en anglais lui a gagné un large public. Après le succès d’une série de spectacles en France et en Belgique en 2012 et 2013, la chanteuse se produit au Bozar (Le Palais des Beaux Arts) de Bruxelles le 19 décembre 2013 et cet événement marquera le point de départ d’une tournée européenne d’envergure. Elle reçoit alors d'excellentes critiques, notamment de la part du journaliste et écrivain[Albert Weber.
Pour la période des fêtes 2013, elle lance un single en Europe intitulé J’ai épousé le Père Noël en trois versions : français, anglais et italien. Inspiré d’une véritable histoire, le choix de la période de Noël n’est pas une coïncidence puisqu’elle a épousé sans le savoir (et lui non plus) le Père Noël de son enfance.
Outre ses tournées et ses enregistrements, Dominica Merola participe régulièrement à des spectacles bénéfices pour des œuvres charitables ainsi qu’à des émissions de radio et de télévision. Elle a d’ailleurs signé la musique de la chanson Laisse-moi y croire qu’elle interprète sur le CD Un enfant, une vie… paru en 2012 et elle a créé et interprété la chanson thème Laisse-toi bercer du Relais pour la vie à Chambly, organisé par la Société canadienne du cancer. Par la suite, en septembre 2012, elle fait partie de la distribution d’un spectacle au Cabaret du Mont-Royal qui est suivi du lancement de l’album I’ll See You in my Dreams au Ritz-Carlton Montréal auquel elle participe pour deux duos avec Jean Fabi. Les profits de ce disque servent à financer les activités estivales de l’Association des enfants handicapés du Québec.

### Bohémienne de cœur (2013 - 2015)
À l’automne 2013 et tout au long de l'année 2014, Dominica Merola prépare minutieusement son troisième album dont la parution s'effectue au mois de mars 2015 sous l’étiquette de disque À L’Infini  Communications, Disques et DVD. Le titre du disque est Bohémienne de cœur et toutes les chansons, onze au total, sont inédites, l’artiste composant elle-même ses propres musiques sur des textes écrits par des auteurs renommés dans toute la francophonie. Parmi ceux-ci, il y a Nelson Minville, Gaële, Mala Barbulescu et Marc Chabot et on note la présente de la parolière française Sandrine Roy qui signe les textes de trois des onze titres de l'album (Ciao Ciao, Venise et Perchè, pourquoi). Le disque est réalisé par Sylvain Michel (Diane Dufresne, Serge Lama, Martin Giroux, etc.). Avec l’album Bohémienne de cœur, le réalisateur du projet a profité de l’instrument exceptionnel que constitue la voix de Dominica Merola, allant jusqu’à créer de véritables chœurs avec la seule voix de son interprète à son aise dans un registre particulièrement étendu. Encore là, les critiques sont excellentes.

### Les concerts «piano et voix» (2015 – 2021)
Depuis plusieurs années, Dominica Merola parcourt le Canada, les États-Unis et l'Europe. Elle séduit son public avec son charisme, sa forte présence sur scène et la virtuosité de son jeu pianistique. En septembre et octobre 2017, elle effectue une tournée de concerts « piano et voix » en France et en Belgique et elle y retourne dès le début de novembre 2018 pour donner une série de concerts au Portugal, et de nouveau en France et en Belgique. Entre autres, elle est l'invitée de la ville de Charleroi (Belgique) en tant qu'artiste canadienne pour chanter lors du centième anniversaire de l'armistice de la guerre 1914-1918 (Première Guerre mondiale). On lui a également demandé, à titre de soliste, de présenter une série de quatre concerts de Noël pour lesquels elle est accompagnée par la chorale Vicus Aureus en France. La tournée se termine en décembre 2018, juste avant Noël.
Au Québec, où elle donne de nombreux concerts, elle lance au Théâtre Outremont, le 3 février 2018, la première de son spectacle « Tango mio d'amour » en formule trio.
2019 est une année bien remplie pour Dominica Merola. Entre ses spectacles au Canada et au Québec, mais aussi à Paris, au Théâtre Les Déchargeurs pour 13 concerts printaniers, puis à Nîmes pour un concert-gala annuel avec l’Association Gard-Québec, le travail ne manque pas. Elle est à nouveau de retour en France en novembre et décembre au Théâtre des Deux Ânes pour des soirées exceptionnelles dans cette salle parisienne mythique. Des concerts annoncés, entre autres, sur France 2 par Michel Drucker qui la présente comme étant "L'une des plus belles voix du Québec" lors de son émission Vivement Dimanche. Dominica pose ensuite ses valises pour des concerts en Belgique, en solo et accompagnée de la chorale Saint-Géry du Vieux Genappe. Ces concerts lui ont permis de faire découvrir, en avant-première, son quatrième album, En attendant minuit, co-réalisé avec Paul Bisson. Accompagnée au piano et portée par les chœurs de deux chorales, l'une française (Vicus Aureus) et l'autre québécoise (La Muse), c'est un album aux couleurs de Noël qui a été proposé. Avec des airs traditionnels de Noël, En attendant minuit est aussi l'album des souvenirs d'enfance avec une chanson originale co-écrite avec sa sœur Caroline, illustratrice et auteure, sur une musique composée par Dominica, réalisé par Sébastien Dufour.
En 2020, elle est l'interprète et la compositrice de la vidéo Laisse-toi bercer (duo, Montréal-Taïwan), réalisée et enregistrée à distance pour un projet de tournée à Taïwan en 2021 avec Ching Kuo Hui. Pendant la pandémie de COVID-19, elle donne une série de spectacles virtuels, notamment au Festival du Québec à Saint-Malo, organisé par la Délégation générale du Québec à Paris. Elle donne aussi des spectacles de Noël.

### Tournée mondiale (2022 – 2024)
En 2022, Dominica Merola effectue deux tournées en France pour un total de seize spectacles dans plusieurs régions. Parmi les événements marquants de cette période, il faut noter qu'elle se retrouve accompagnée de trois chorales afin d'être l'artiste invitée pour le 400e anniversaire de Margueritte Bourgeoys dans sa ville natale de Troyes. De plus, elle est invitée à chanter avec des chorales dans la région de Nice ainsi qu'à Châtel-Guyon en région d'Auvergne-Rhône-Alpes, en plus de passer à la prestigieuse Maison des étudiants canadiens à Paris, en formule "voix et piano". Au Québec, elle présente son spectacle dans six parcs de Montréal et offre plusieurs concerts de Noël dont le plus mémorable est celui avec la chorale Massenet à la magnifique Église de la Visitation du Sault-au-Récollet.
En septembre 2023, Dominica présente son spectacle Après 2020, de Montréal à Taiwan (de même que la chanson titre, dont elle signe elle-même les paroles et la musique) un peu partout à Taiwan. Elle chante avec une cantatrice taiwanaise (Ching-Hui Kuo) dans cinq salles des plus grandes villes du pays, dont Taipei, Kaohsiung et Taichung et ceci avec le support de tournée du Conseil des Arts et des Lettres du Québec. Elle obtient un grand succès, tant public que du côté des diffuseurs. Elle y présente ses compositions originales ainsi qu'un répertoire international. Avant son départ pour l'Asie, Dominica présente plusieurs autres concerts, notamment des spectacles dans des festivals d'été à Montréal.
Au printemps 2024, elle est de nouveau invitée en France pour présenter son spectacle dans plusieurs villes, en formule "voix et piano", mais également en compagnie de diverses chorales et d'un orchestre à cordes à Laval (France). Elle est sur place à titre d'invitée québécoise à l'occasion de l'assemblée annuelle de la Fédération France-Québec Francophonie. En novembre de cette même année, Dominica fait partie du spectacle Hommage à Louis Riel à la Société Saint-Jean-Baptiste de Montréal; l'artiste y est remarquée pour sa composition Nous les sangs mêlés, sur un texte du parolier Marc Chabot.

## Distinctions et nominations
- 2000 : Bourse du Ministère des relations internationales du Québec pour sa participation aux rencontres internationales de la chanson francophone de Salon-de-Provence à titre de chanteuse canadienne pour le spectacle « En route pour le Québec ».
- 2004 : Bourses et prix du Conseil des Arts du Québec, bourse à la création, recherche et composition musicale pour la préparation d'un album.
- 2006 et 2007 : Bourses et prix du Conseil des Arts du Québec, bourse d'aide à la tournée dans les centres franco-américains de la Nouvelle-Angleterre (États-Unis).
- 2012 et 2013 : Bourses et prix du Conseil des Arts du Québec, bourse d'aide à la tournée en France aux printemps 2012 et 2013.
- 2013 : Bourses et prix du Conseil des Arts du Québec, bourse d'aide à la tournée pour le concert au Palais des Beaux Arts de Bruxelles (Belgique).
- 2016 : Bourses et prix du Conseil des Arts du Québec, bourse d'aide à la tournée pour l'enregistrement de compositions au studio Array Music de Toronto (Ontario).
- 2017 : Bourses et prix du Conseil des Arts du Québec, bourse d'aide à la tournée France-Belgique 2017.
- 2018 : Première artiste Canadienne à devenir citoyenne d’honneur à Bombarral (Portugal) pour ses compositions et son concert international lors de sa tournée européenne en 2018.
- 2018 : Médaille d'honneur de Saint-Florent-sur-Cher (France) à titre de pianiste québécoise, pour sa virtuosité pianistique et pour son talent d'interprète pour "Un Noël au Québec en France" en 2018.
- 2019 : Boursière du CALQ (Conseil des Arts et des Lettres du Québec) pour ses tournées en France et en Belgique, pour ses tournées du printemps et de l'automne 2019.
- 2019 : Artiste Canadienne représentant le Canada pour un showcase à Nîmes (France) pour le concert-gala annuel devant l'Association générale France-Québec.
- 2020 : Artiste représentant le Québec pour la Délégation du Québec à Paris (France) pour le Festival de la musique 2020 en France, en spectacle virtuel.
- 2022 : Boursière du CALQ (Conseil des Arts et des Lettres du Québec) pour ses deux tournées en France (au printemps 2022, puis à l'automne 2022).
- 2023 : Boursière du CALQ (Conseil des Arts et des Lettres du Québec) pour sa tournée à Taiwan dans les plus grandes villes du pays (Taipei, Kaohsiung, Taichung...) avec ses compositions et un répertoire international.
- 2024 : Boursière du CALQ (Conseil des Arts et des Lettres du Québec) pour sa tournée en France au printemps 2024 (avril-mai), représentant le Québec pour la Fédération France-Québec Francophonie.

## Discographie

### Albums
- 2001 : De Campobasso à toi (mini-album)
- 2006 : Les signes du désir
- 2010 : Appassionata
- 2015 : Bohémienne de cœur
- 2019 : En attendant minuit (disque de Noël)

### Simples
- 2006 : Les signes de la main
- 2006 : J’aurai ta peau
- 2007 : Les mots tressés
- 2007 : Tous les pianos du monde
- 2010 : Naufragés (duo avec Daniel Lavoie)
- 2011 : Bella mia (artiste invité : Paulo Ramos)
- 2011 : D'ici et de là-bas
- 2013 : J’ai épousé le Père Noël
- 2013 : I Married Santa Claus (version anglaise de "J'ai épousé le Père Noël")
- 2013 : Ho sposato Babbo Natale (version italienne de "J'ai épousé le Père Noël")
- 2015 : Jusqu'au bout
- 2015 : Je chante les mots, la vie
- 2018 : En attendant minuit (chanson de Noël)
- 2019 : Kumbaya My Lord
- 2024 : Lantana Bandana (paroles et musique de Dominica Merola)

### Participations à d'autres albums
- 2010 : Album pour enfants « Les Chats de Montréal » (chanson « Le Parc Lafontaine »)
- 2011 : Création de la musique et interprète de la chanson thème « Laisse-toi bercer » pour « Le Relais pour la vie » à Chambly (organisé par la Société canadienne du cancer)
- 2012 : Album caritatif « Un enfant, une vie... » (chanson « Laisse-moi y croire »)
- 2012 : Album caritatif « I’ll See You in my Dreams » (deux duos avec Jean Fabi)
- 2021 : Album « Amoureuses des mots - Un hommage à Aznavour » (chanson « La Mamma », version française / italienne)